# Personne n'y avait pensé !
 (août 2015).
Si vous disposez d'ouvrages ou d'articles de référence ou si vous connaissez des sites web de qualité traitant du thème abordé ici, merci de compléter l'article en donnant les références utiles à sa vérifiabilité et en les liant à la section « Notes et références ».
 (décembre 2020).
Personne n'y avait pensé ! est un jeu télévisé présenté par Cyril Féraud et diffusé sur France 3 du 16 juillet 2011 au 22 janvier 2021.
Dans le but de renforcer l'identité régionale de France 3, le jeu s'arrête le 22 janvier 2021 afin de pouvoir rallonger la durée du 19/20.

## Principe
Ce jeu est une adaptation du jeu britannique Pointless (en). Chaque émission voit s'affronter trois binômes (auparavant 4 en 2011, 2015 et 2016), dont un seul joue la finale et tente de remporter la cagnotte. 
Des questions ont été préalablement posées à 100 personnes, qui avaient 100 secondes pour donner toutes les réponses qu'elles connaissaient. Le but pour les candidats est de donner une réponse correcte, mais la moins évidente possible à ces questions (contrairement à Une famille en or).

### Manche 1: L'aller-retour
Un thème est donné aux candidats, qui doivent alors choisir qui répondra en premier dans chaque duo.
La question est ensuite révélée aux binômes. En commençant par le duo champion, ils doivent donner chacun une seule réponse à la question. Les candidats n'ont pas le droit de se concerter.
Après chaque réponse donnée, une colonne virtuelle s'anime. Deux cas sont possibles :
- Si le binôme a donné une mauvaise réponse, la colonne devient rouge et une croix apparaît avant que la colonne affiche 100. Le duo marque alors 100 points, soit le maximum possible pour une réponse.

- Si le binôme a donné une bonne réponse, la colonne commence à descendre, et s'arrête au nombre de personnes (entre 100 et 0) ayant donné cette réponse. C'est le score que marque le duo. Depuis le 8 janvier 2018, la colonne devient d'abord verte.

Depuis le 8 janvier 2018, lorsqu'un binôme trouve une réponse à 0 point ("une réponse à laquelle personne n'avait pensé"), leur cagnotte augmente de 100 €. Du 16 juillet 2011 au 31 décembre 2011 c'était la cagnotte du jour qui augmentait de 100 €. Du 4 juillet 2015 au 23 octobre 2016 c'était la cagnotte du jour qui augmentait de 200 €. 
C'est ensuite à l'autre membre dans chaque binôme de donner une réponse, dans l'ordre croissant des scores. Pour les aider, les 3 premières réponses données (4 dans les saisons précédentes) dans la manche sont affichées. Le même barème s'applique ici.
Avant 2018, à l'issue de la manche, le duo ayant marqué le plus de points est éliminé.
Le 13 décembre 2015, deux duos de candidats sont à égalité, avec un score 200 points et 112 points le 14 mai 2016 lorsqu'il s'agit d'un jeu décisif. Chaque duo de candidats doit évaluer le nombre de personnes ayant donné une réponse en particulier. Le premier duo de candidats ayant le plus proche du nombre de personnes qualifie en 2e manche.
Depuis 2018, en cas d'égalité entre deux binômes, c'est le binôme qui a donné la meilleure réponse (celle avec le moins de points) qui joue en premier.
Depuis 2018, le binôme ayant le moins de points gagne un joker.

### Manche 2: La bonne association
Les scores des trois duos sont remis à 0. Des jeux d'associations leur sont proposés, autour de thèmes.
Chaque duo choisit tour à tour une association qu'il tente de compléter. Cette fois, les candidats peuvent se concerter.
Le même barème qu'à la première manche est appliqué ici. Les binômes doivent alors essayer de trouver en priorité les associations les moins évidentes, sachant qu'il y a potentiellement des associations auxquelles personne n'avait pensé.
Après trois jeux d'associations (deux de 2011 à 2016), le duo ayant le score le plus élevé quitte le jeu.
Le 19 juin 2016, deux duos de candidats sont à égalités avec un score 136 points. Selon la règle en cas d'égalité lors de la 2e manche, c'est le duo qui a eu le moins de points en répondant à la première question qui passe en demi-finale.
Depuis 2018 un duo peut jouer le joker sur une question et, bien que le duo doive répondre, il ne marque pas les points supposés pour cette réponse (même les 100 points d'une erreur).

### Manche 3: Le duel

#### 1re version
Avant 2018, les scores des deux duos restants sont à nouveau vierges. Ils doivent à nouveau résoudre des associations dans cette manche, sur le même principe que dans la manche précédente. Chaque duo joue une seule association par jeu. La colonne, divisée en deux parties, révèle les scores de chacun.

#### 2e version
Après 2018, cette phase de jeu change. Une question et 5 possibilités de réponse sont données. Chacun des deux duos en jeu donne la réponse qui, selon lui, a été citée par le moins de personnes. Mais, parmi les 5 réponses données, une est fausse. Le principe est donc également d'éviter ce piège.
Le premier duo à gagner 2 duels devient le duo champion et accède en finale. Si égalité, un nouveau duel est joué.

### Finale
Le duo restant tente de remporter ici la cagnotte. 
Avant 2018, la cagnotte part de 2 000 € (1 000 € en 2011), et qui augmente de 1 000 € quand elle n'est pas gagnée. Elle augmentait aussi de 200 € (100 € en 2011) chaque fois qu'une réponse à 0 point est donnée dans les trois premières manches. 
Après 2018, la cagnotte est tous les jours de 2 000 €, peu importe le nombre d'émissions où elle n'a pas été remportée. 
Le binôme choisit un thème parmi 2 proposés (3 entre 2011 et 2016), sans connaître la question associée. 
La question de la finale contient en général beaucoup de bonnes réponses (au moins 40 dont plusieurs à 0 point ; par exemple : « Les tubes de Michael Jackson »).
Le duo a alors 60 secondes (1 minute) pour réfléchir à 3 réponses à donner. Une fois le temps écoulé, il doit donner ses réponses, qui sont ensuite révélées tour à tour dans l'ordre d'évidence à ses yeux.
Si l'une des trois réponses a été citée par le panel, les champions remportent la cagnotte. Ils sont également assurés de revenir à l'émission suivante pour faire fructifier leurs gains.

## Record de gains
Depuis que l'émission est diffusée quotidiennement, le record de gains est détenu par Matthieu et Bruno, deux collègues parisiens travaillant dans le domaine de la publicité. Ils ont remporté la somme de 12 500 € en seulement 7 participations (du 5 février 2020 au 13 février 2020) et ont accompli l'exploit de remporter les 6 finales auxquelles ils ont participé. Le précédent record était de 8 500 € en 8 participations.

## Diffusion
- Saison 1 (2011) : L'émission est diffusée tous les samedis vers 17 h 25 entre le 16 juillet 2011 et le 31 décembre 2011 (sauf le 3 décembre en raison du Téléthon) pour une session de 24 émissions.

- Saison 2 (2015-2016) : L'émission est diffusée tous les samedis et dimanches vers 17 h 15 entre le 4 juillet 2015 et le 23 octobre 2016 pour une session de 128 émissions[5].

- Saison 3 (2018-2019) : L'émission est diffusée du lundi au vendredi vers 16 h 45 depuis le 8 janvier 2018 en remplacement d'Harry[6] . Diffusée jusqu'au vendredi 5 juillet 2019. Durant l'été, les meilleurs matchs de l'émission sont diffusés
- Le 500e numéro depuis la création du jeu (toutes formules confondues) est célébré avec une émission spéciale à l'antenne le jeudi 27 juin 2019 à 16 h 45.
- Saison 4 (2019-2020): L'émission reprend en inédit le lundi 2 septembre 2019 jusqu'au jeudi 30 avril 2020. Face à la crise sanitaire inédite, les tournages n'ayant pu avoir lieu, d'anciennes émissions sont rediffusées du vendredi 1er mai 2020 jusqu'au vendredi 22 mai 2020. Avec quelques adaptations, et sans public, l'émission reprend le lundi 25 mai 2020 jusqu'au vendredi 17 juillet 2020, avant de nouvelles rediffusions et revenir du lundi 17 août au vendredi 28 août 2020.

- Saison 5 (2020-2021) : Après un Tour De France de cyclisme inédit en septembre, l'émission revient et est diffusée du lundi au vendredi vers 16 h 45 du 28 septembre 2020 au 22 janvier 2021 pour une session de 85 émissions. En effet, dans le but de renforcer l'identité régionale de France 3, le jeu est retiré de l'antenne de la chaîne afin de pouvoir rallonger la durée du 19/20. Selon le site de Télé-Loisirs, le choix d'arrêter ce jeu s'expliquerait par le fait que Personne n'y avait pensé ! n'est pas produit en interne par la chaîne et coûte plus cher que Des chiffres et des lettres produit par France Télévisions[1].

## Identité visuelle

Logo du 16 juillet 2011 au 23 octobre 2016.
Logo du 8 janvier 2018 au 22 janvier 2021.

## Audiences
Pour sa première en 2011, l'émission réunit 600 000 téléspectateurs soit 4,8 % de part de marché. Puis, elle réalise en moyenne 11 % d'audience, sur France 3 à 17 h 30 le samedi[réf. souhaitée]. 
Pour son retour le 4 juillet 2015, l'émission rassemble 744 000 téléspectateurs pour 7,4 % de part de marché lors de sa première diffusion.
La saison 2020-2021 a réuni en moyenne 834 000 télespectateurs soit 9,8 % de part de marché.
| Jour et horaire de diffusion             | Audience moyenne          | Audience moyenne | Références |
| Jour et horaire de diffusion             | Nombre de téléspectateurs | PDM              | Références |
| ---------------------------------------- | ------------------------- | ---------------- | ---------- |
| Samedi 16 juillet 2011 (17 h 15-17 h 42) | 600 000                   | 4,8 %            |            |
| Samedi 4 juillet 2015 (17 h 15-17 h 48)  | 744 000                   | 7,4 %            |            |
| Samedi 8 octobre 2016 (17 h 15-17 h 48)  |                           | 10,7 %           | [ 5 ]      |
| Lundi 15 avril 2019 (16 h 45-17 h 30)    | 983 000                   | 14,1 %           |            |